# Lee Young-jun
Lee Young-jun (이영준?; Seul, 23 maggio 2003) è un calciatore sudcoreano, attaccante del Grasshoppers.

## Carriera

### Club
Lee Young-jun è stato acquistato dal Suwon nel 2021 ed ha debuttato il 17 marzo dello stesso anno nell'incontro di K League 1 perso 4-1 contro l'Incheon Utd.
Il 16 gennaio 2023 è stato ceduto in prestito al Sangmu.

### Nazionale
Nel 2023 è stato convocato dalla Corea del Sud Under-20 per il Campionato mondiale di calcio Under-20 2023.
In seguito ha giocato anche nella nazionale sudcoreana Under-23.

## Statistiche

### Presenze e reti nei club
Statistiche aggiornate al 22 novembre 2023.
| Stagione        | Squadra         | Campionato      | Campionato | Campionato | Coppe nazionali | Coppe nazionali | Coppe nazionali | Coppe continentali | Coppe continentali | Coppe continentali | Altre coppe | Altre coppe | Altre coppe | Totale | Totale | Totale |
| Stagione        | Squadra         | Comp            | Pres       | Reti       | Comp            | Pres            | Reti            | Comp               | Pres               | Reti               | Comp        | Pres        | Reti        | Pres   | Reti   |        |
| --------------- | --------------- | --------------- | ---------- | ---------- | --------------- | --------------- | --------------- | ------------------ | ------------------ | ------------------ | ----------- | ----------- | ----------- | ------ | ------ | ------ |
| 2021            | Suwon           | KL1             | 13         | 0          | CC              | 1               | 0               |                    | -                  | -                  |             | -           | -           | 14     | 0      |        |
| 2022            | Suwon           | KL1             | 16         | 1          | CC              | 1               | 0               |                    | -                  | -                  |             | -           | -           | 17     | 1      |        |
| 2023            | Sangmu          | KL2             | 12         | 3          | CC              | 2               | 1               |                    | -                  | -                  |             | -           | -           | 14     | 4      |        |
| Totale carriera | Totale carriera | Totale carriera | 41         | 4          |                 | 4               | 1               |                    | -                  | -                  |             | -           | -           | 45     | 5      |        |